# Heinrich Schnitger
Heinrich Schnitger (* 10. Mai 1925 in Lemgo; † 27. August 1964 in Oberbayern) war ein deutscher Mediziner. Er gilt als Erfinder der Kolbenhubpipette, eines Laborgeräts zum Dosieren kleiner Flüssigkeitsmengen.

## Leben

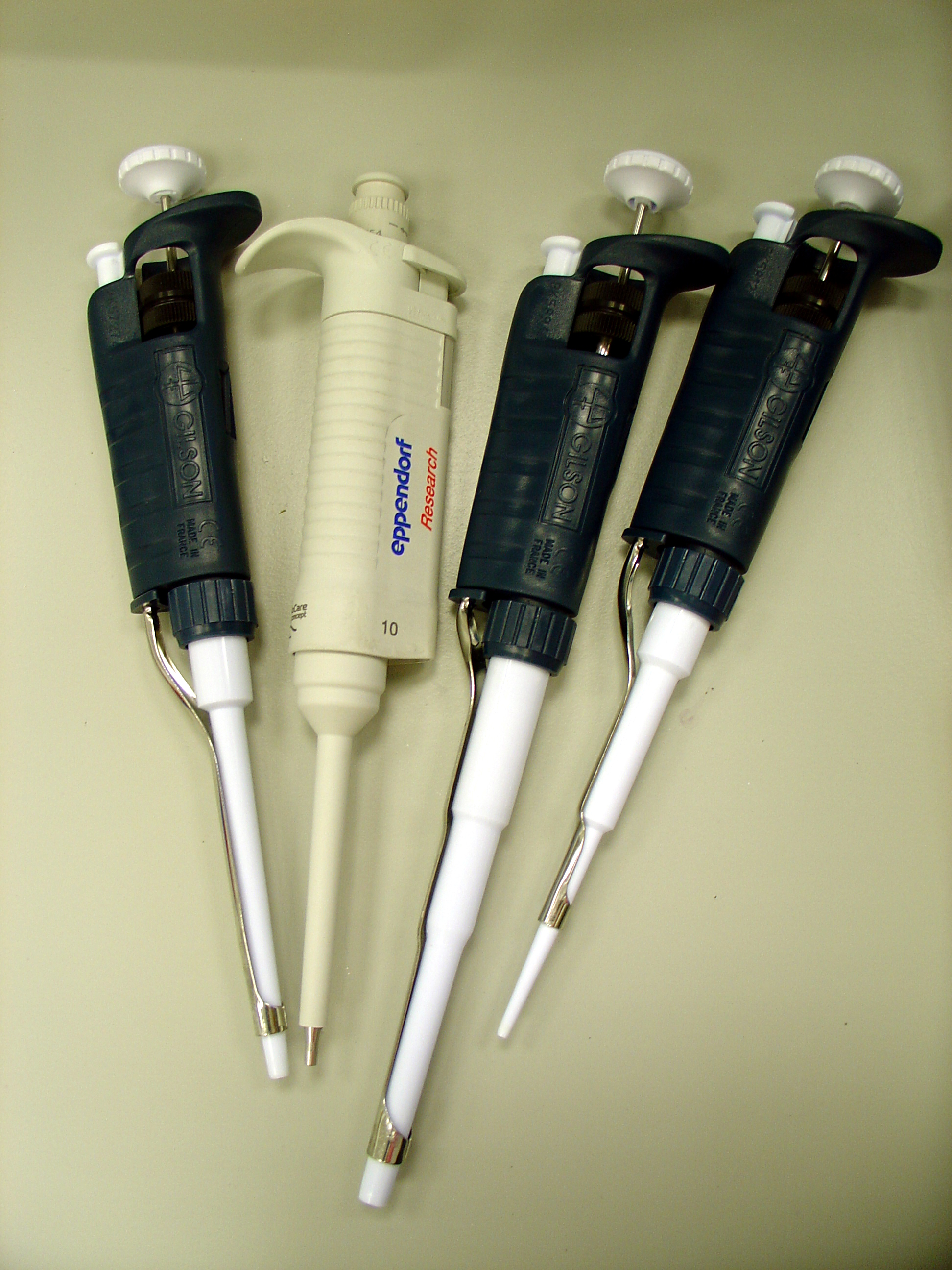
Verschiedene Ausführungen moderner Mikropipetten

Heinrich Schnitger wurde 1925 im lippischen Lemgo geboren, machte 1943 sein Abitur am dortigen Engelbert-Kaempfer-Gymnasium und wurde nach einem Studium der Medizin 1956 an der Philipps-Universität Marburg mit einer Arbeit über die Entwicklung eines Geräts zur automatisierten Bestimmung von Blutgerinnungszeiten zum Doktor der Medizin promoviert. Während seiner anschließenden Tätigkeit am Physiologisch-Chemischen Institut der Marburger Universität war er unter anderem damit beschäftigt, große Mengen an Chromatographieproben mit einem Volumen von jeweils weniger als einem Milliliter für weitere Analysen abzumessen. Das zur damaligen Zeit dafür übliche Verfahren war die Nutzung von dünnen Glaspipetten, bei denen die Flüssigkeiten direkt oder über einen Schlauch mit dem Mund angesaugt wurden.
Heinrich Schnitger konstruierte im Frühjahr 1957 in Zusammenarbeit mit der mechanischen Werkstatt des Instituts für diese Tätigkeit ein neuartiges Gerät, mit dem es möglich wurde, kleine Flüssigkeitsmengen schnell und präzise mit der Hand zu dosieren. Im gleichen Jahr reichte er unter dem Titel „Vorrichtung zum schnellen und exakten Pipettieren kleiner Flüssigkeitsmengen“ ein Patent beim Deutschen Patentamt ein, das 1961 erteilt wurde. Die Firma Eppendorf verbesserte das zunächst „Marburg-Pipette“ genannte Gerät in Zusammenarbeit mit Heinrich Schnitger weiter und übernahm nach der Exklusivlizenzierung des Patents die Vermarktung.
Heinrich Schnitger kam 1964, und damit noch vor der weltweiten Verbreitung seiner Erfindung, durch einen Unfall beim Baden im Eibsee (nahe der Zugspitze) in Oberbayern ums Leben.

## Bedeutung seiner Erfindung
Die von Heinrich Schnitger entwickelte Mikropipette zählt heutzutage in verschiedenen Ausführungen zur Grundausstattung nahezu jedes biomedizinischen Labors. Für Biologen, Biochemiker, Biologielaboranten, medizinisch-technische Assistenten und vergleichbare Berufe ist die Handhabung dieser Geräte elementarer Bestandteil der Ausbildung und oft ein täglicher Teil ihrer Arbeit. Zur manuellen Dosierung von kleinen Volumina im Bereich der biomedizinischen Forschung, der klinischen Chemie sowie der Umwelt- und Lebensmittelanalytik haben Mikropipetten aufgrund ihrer einfachen Bedienung und ihrer Präzision andere Verfahren nahezu vollständig verdrängt.
Der wichtigste Beitrag der Firma Eppendorf, durch den der kommerzielle Erfolg der Kolbenhubpipette ermöglicht wurde, war die Entwicklung von auswechselbaren Pipettenspitzen aus Polyethylen und Polypropylen. Von der amerikanischen Firma Gilson, die Schnitgers Erfindung in den ersten Jahren wenig Bedeutung beimaß, kamen Anfang der 1970er Jahre die ersten Kolbenhubpipetten mit variabel einstellbarem Pipettiervolumen auf den Markt, die gegenwärtig die am häufigsten genutzte Form darstellen. Weitere auf dem von Heinrich Schnitger entwickelten Grundprinzip basierende Varianten sind sogenannte Mehrkanalpipetten zum gleichzeitigen Dosieren über acht oder zwölf Kanäle sowie Pipetten mit elektronischer Einstellung und Steuerung der Dosierung.

## Weitere Erfindungen
Außer der Kolbenhubpipette erfand Heinrich Schnitger auch noch ein Koagulometer zum Messen von Blutgerinnungszeiten, eine Schlauchzwinge und Schlauchpumpen für die Chromatographie.